# 2-甲基-2-戊醇
2-甲基-2-戊醇（英語：2-Methyl-2-pentanol，IUPAC名：2-methylpentan-2-ol）是一种叔醇类的有机化合物，可以作为气相色谱的添加剂来分离支链化合物。尿液中出现的2-甲基-2-戊醇可作为2-甲基戊烷曝露的信号。